# Infidelidad
La infidelidad se refiere, popularmente, a las relaciones afectuosas del tipo romántico, a corto o largo plazo, establecidas con personas distintas del vínculo oficial que a menudo se mantienen en secreto por considerarse como una amenaza a la institución familiar. De acuerdo con el DRAE, el vocablo (proveniente del latín infidelĭtas, -ātis) denota el incumplimiento del compromiso de fidelidad o la falta de esta. Por consiguiente, puede significar la carencia de lealtad o quebrantamiento de la misma hacia cualquier compromiso moral como la religión, la amistad, el matrimonio (situación que se conoce como adulterio) o cualquier otra relación amorosa o erótica.

Diagrama de la infidelidad. El individuo en el centro mantiene por lo menos dos relaciones amorosas paralelas.
- Las líneas en verde en la parte superior representan dos relaciones «formales» u «oficiales», cada una de las parejas en los extremos desconoce la existencia de la otra.
- La línea punteada y en rojo en la parte inferior muestra una relación «no oficial», en la cual se puede conocer la existencia de la otra persona involucrada.

La infidelidad amorosa, acepción con la que frecuentemente se asocia el término, es descrita, grosso modo, como la falta al pacto normativo que limita el número de personas involucradas en una relación amorosa o erótica y, por tanto, la prohibición de mantener otras de forma paralela, sean ocasionales o continuas. Es decir, la infidelidad se puede definir como el acto o hecho de tener una relación romántica o sexual con alguien diferente a la pareja, rompiendo de esta manera una promesa (explícita o tácita) de permanecerle fiel. También se ha definido como cualquier tipo de comportamiento emocional, sexual o romántico secreto que viola la exclusividad que por definición tienen las relaciones románticas. De esta forma, en relaciones con tradición monogámica la inclusión de un tercero supone una violación del acuerdo, mientras que en relaciones poliamorosas se produce al involucrar a personas ajenas al círculo aceptado. Bajo esta definición, ser infiel es romper de forma consciente un acuerdo afectivo o sexual preestablecido para el tipo de relación escogida. En la literatura académica es común referirse a la infidelidad romántica como comportamientos extradiádicos o involucramiento extradiádico. Otros sinónimos en el lenguaje cotidiano o académico incluyen engaño, «poner los cuernos», «tener una aventura amorosa», no monogamia no consensuada o, en el contexto de un matrimonio, adulterio, infidelidad conyugal o infidelidad extramarital.
Por otra parte, comportamientos sexuales con alguien distinto a la pareja principal sin su conocimiento o consentimiento, tales como aventuras de una noche, aventuras amorosas apasionadas o el sexo con prostitutas son generalmente considerados ejemplos de infidelidad. Con todo, qué constituye infidelidad depende en últimas de las expectativas dentro de la relación, expectativas que reflejan influencias culturales, relacionales y personales. En relaciones matrimoniales, por ejemplo, se asume comúnmente la exclusividad, y en tanto la infidelidad constituye una violación de la exclusividad sexual emocional o sexual de una pareja, comúnmente resulta en sentimientos de ira, celos amorosos o sexuales y rivalidad. Pittman y Wagers sostienen que el sello distintivo de la infidelidad implica que ocurra en secreto y a escondidas, así como la ocultación a la pareja de comportamientos con una persona ajena a la relación comprometida.
Si bien las definiciones de infidelidad varían ampliamente en la investigación, pueden definirse en términos amplios como participar en comportamientos o relaciones emocionales o sexuales por fuera de los límites acordados (implícita o explícitamente) de una relación, y pueden incluir conductas como el coqueteo, besos, tener una conexión emocional, tener relaciones sexuales o usar pornografía. Con el auge del internet y los teléfonos inteligentes, conductas mediadas por computador (p. ej., el sexteo, enviar fotos sexualmente explícitas, o ver porno de cámaras web en vivo) se han vuelto también formas más comunes de infidelidad, en tanto han hecho más fácil que haya infidelidad sin que la pareja primaria lo descubra, involucrándose en todo tipo de actividades sexuales y eróticas con personas fuera de su relación, incluyendo conocer nuevas parejas potenciales o mantener conversaciones o conductas sexuales, con o sin una cámara web.
La infidelidad puede causar daño psicológico, incluyendo sentimientos de rabia y traición, baja confianza sexual y personal, e incluso trastorno por estrés postraumático en la víctima, así como sentimientos de culpa y remordimiento en la persona que comete la infidelidad. Estos efectos se encuentran independientemente de si la infidelidad ocurre en la vida real o en línea, si bien es más confuso para las personas determinar qué constituye infidelidad y qué no en el internet. Personas de todos los géneros pueden experimentar consecuencias sociales si su acto de infidelidad se hace público, pero la forma y grado de estas consecuencias puede depender del género de la persona infiel.
A pesar de que a través de las culturas típicamente se desaprueba la infidelidad, hay diferencias culturales importantes respecto a cómo se percibe y entiende la infidelidad. Como señalan Valor-Segura, Sáez y Buunk (2022) a diferencia de países occidentales e islámicos donde la infidelidad no se acepta e incluso se castiga, en muchos países africanos se tolera a veces, como ocurre también en países asiáticos como Tailandia, donde existe una importante cultura del trabajo sexual. Existe asimismo una doble moral, en que si bien la mayoría de culturas rechaza la infidelidad, en muchas de ellas la infidelidad por parte de las mujeres es considerada menos aceptable que la de los hombres, y puede ser considerada motivo de revancha o venganza contra quienes cometieron el adulterio, incluyendo el abuso físico o incluso crímenes de honor.

## Incidencia
A pesar de que se han observado comportamientos extradiádicos en toda cultura conocida, es difícil obtener estadísticas precisas sobre el porcentaje de hombres y mujeres infieles, entre otras cosas debido a la dificultad en determinar qué constituye infidelidad para cada persona. En general, las mujeres califican de infieles más comportamientos que los hombres. En las encuestas, los hombres tienden a exagerar y las mujeres a minimizar el número de relaciones adúlteras. Tras la publicación del Informe Kinsey en los Estados Unidos a principios de la década de 1950, los hallazgos sugirieron que, históricamente y entre culturas, el sexo extramatrimonial ha sido una cuestión más regulada que el sexo antes del matrimonio. El Informe Kinsey descubrió que alrededor de la mitad de los hombres y una cuarta parte de las mujeres estudiadas habían cometido adulterio. El Janus Report on Sexual Behavior in America (Informe Janus sobre el comportamiento sexual en los EE. UU.) también reportó que un tercio de los hombres casados y una cuarta parte de las mujeres habían tenido una aventura extramatrimonial.
Según The New York Times, los datos más consistentes sobre infidelidad en los Estados Unidos proceden de la General Social Survey (Encuesta Social General; GSS) de la Universidad de Chicago. Las entrevistas realizadas por la GSS a personas con relaciones monógamas desde 1972 han revelado que aproximadamente el 12% de los hombres y el 7% de las mujeres admiten haber tenido una relación extramatrimonial. Los resultados, sin embargo, varían de un año a otro, y también según el grupo de edad encuestado. Por ejemplo, un estudio realizado por la Universidad de Washington, Seattle, encontró tasas de infidelidad ligeramente, o significativamente, más elevadas en poblaciones menores de 35 años, o mayores de 60 años. En ese estudio, en el que participaron 19.065 personas durante un periodo de 15 años, se descubrió que los índices de infidelidad entre los hombres habían aumentado del 20% al 28%, y los de las mujeres oscilaban entre el 5% y el 15%. En encuestas nacionales más recientes, varios investigadores descubrieron que aproximadamente el doble de hombres que de mujeres declaraban haber tenido una aventura extramatrimonial. Una encuesta realizada en 1990 reveló que el 2,2% de los participantes casados declararon haber tenido más de una pareja durante el último año. En general, las encuestas nacionales realizadas a principios de la década de 1990 indicaron que entre el 15 y el 25% de los estadounidenses casados habían tenido relaciones extramatrimoniales. Personas con intereses sexuales más intensos, valores sexuales más permisivos, menor satisfacción subjetiva con su pareja, vínculos de red más débiles con su pareja y mayores oportunidades sexuales tenían más probabilidades de ser infieles. Los estudios sugieren que alrededor de un 30-40% de las relaciones entre solteros y el 18-20% de los matrimonios registran al menos un incidente de infidelidad sexual. Datos de muestras representativas a nivel nacional de Estados Unidos, Noruega, Finlandia, Estonia y San Petersburgo indican que entre el 13,3% y el 37,5% reportan haber tenido relaciones sexuales con alguien que no es su pareja actual, violando así un acuerdo de monogamia. Los estudios con muestras representativas de gran tamaño estiman que entre el 11 y el 15 % de las mujeres casadas y el 22 y el 25 % de los hombres casados cometen infidelidades, y tasas de infidelidad más altas en el caso de personas que simplemente mantienen noviazgos o cohabitan.
Se cree que los índices de infidelidad entre las mujeres aumentan con la edad. En un estudio, los índices eran más altos en matrimonios más recientes, en comparación con generaciones anteriores. Se descubrió que los hombres sólo eran «algo» más propensos a la infidelidad que las mujeres, y que los índices de ambos sexos eran cada vez más similares. Otro estudio descubrió que la probabilidad de que las mujeres fueran infieles alcanzaba un máximo en el séptimo año de matrimonio y luego disminuía. En el caso de los hombres casados, cuanto más tiempo llevaban en pareja, menos probabilidades tenían de cometer infidelidades, hasta el decimoctavo año de matrimonio, momento en el que empezaba a aumentar la probabilidad de que los hombres cometieran infidelidades.
Investigaciones sobre el embarazo y sus efectos en el deseo sexual y los índices de infidelidad realizadas en el sur de España indicaron que los hombres eran más propensos a la infidelidad mientras su pareja estaba embarazada. Se estimó que 1 de cada 10 futuros padres cometía infidelidad en algún momento del embarazo de su pareja y se sugirió que la probabilidad de que un hombre cometiera infidelidad aumentaba a medida que el embarazo de la mujer avanzaba en sus trimestres.
Una medida de la infidelidad es la discrepancia de paternidad, situación que se produce cuando alguien que se presume que es el padre de un niño no es en realidad el progenitor biológico. A veces, los medios de comunicación dan por supuestas frecuencias de hasta el 30%, pero una investigación del sociólogo Michael Gilding ha descubierto que estas sobreestimaciones se remontan a un comentario informal en una conferencia de 1972. La detección de la discrepancia paterna puede producirse en el contexto de un examen genético médico, en la investigación genética de los apellidos, y en pruebas de inmigración. Dichos estudios muestran que la discrepancia paterna es, de hecho, inferior al 10% entre las poblaciones africanas muestreadas, inferior al 5% entre las poblaciones nativas americanas y polinesias muestreadas, inferior al 2% de la población de Oriente Medio muestreada y, en general, del 1-2% entre las muestras europeas.

## Tipificación
Una distinción que se hace a menudo es aquella entre la infidelidad emocional y la infidelidad sexual. Leeker y Carlozzi definieron la infidelidad sexual como un «involucramiento sexual con un tercero o tercera que viola las reglas establecidas por la pareja (por ejemplo, besos, caricias, sexo oral, sexo vaginal, sexo anal)». Por su parte, la infidelidad emocional implica una relación intensa, principalmente emocional y no sexual, que disminuye la conexión emocional de al menos una persona con la pareja con la que está comprometida. Se refiere a un vínculo con un tercero que remeda o iguala a la cercanía e intimidad emocional de una relación romántica sin que se consume físicamente. Esto puede incluir confiar información íntima y personal y apoyarse en el tercero durante momentos de vulnerabilidad o necesidad a un nivel tal que no se discutiría con la pareja principal, o en general una relación con un tercero o tercera que afecta el nivel de intimidad, distancia emocional y balance dinámico general en el matrimonio. A diferencia de la infidelidad sexual (o adulterio), en la infidelidad emocional no ocurren relaciones sexuales ni afecto físico. Aun así, se ha sugerido que una aventura amorosa emocional puede lastimar más una relación comprometida que una aventura de una noche u otros encuentros sexuales casuales. Características de la infidelidad emocional incluyen (a) una intimidad emocional inesperada (p. ej., pasar tiempo excesivamente con una persona distinta a la pareja, y confiar en ella al punto de compartirle sentimientos y secretos más que a la pareja primaria), (b) engaño y secretos (p. ej., mentir o no contarle a la pareja cuánto tiempo se pasa con el tercero o tercera, mentir diciendo que se están haciendo otras actividades o que se está con otra persona, sea porque la persona siente que la acción es inherentemente errónea o por miedo a que haya una retribución por parte de una pareja celosa), (c) química emocional y sexual por el tercero o tercera, sin que haya necesariamente intimidad física, y (d) a menudo una negación o minimización de la atracción o enamoramiento (limerencia) hacia el tercero o tercera, a menudo para evitar la confrontación. Cabe señalar que la infidelidad sexual y emocional no son incompatibles, de manera que en algunos casos puede hablarse de una infidelidad combinada, tanto sexual como emocional.
Un tipo adicional que se ha incluido en tiempos recientes es la infidelidad por internet o infidelidad electrónica. El auge del internet y los teléfonos inteligentes, y la consecuente aparición de redes sociales interactivas tales como Facebook, Instagram o Snapchat han brindado a las personas un entorno único para que experimenten y aprendan sobre relaciones y sexualidad, a la vez que ofrece mayores oportunidades para que las parejas inicien comportamientos que pueden considerarse infidelidad en el contexto de una relación comprometida, y que pueden ocultarse con relativa facilidad de la pareja principal. Ejemplos de comportamientos en internet que pueden ser considerados infidelidad incluyen el sexteo, enviar fotos sexualmente explícitas, o ver porno de cámaras web en vivo. No obstante, es más confuso para las personas determinar qué constituye infidelidad y qué no en el internet. Además, la distinción entre infidelidad emocional y sexual también se encuentra en la infidelidad por internet, siendo considerados ejemplos de la primera comportamientos como el coqueteo en línea o el uso de sitios de encuentros, y como ejemplos de infidelidad sexual por internet el cibersexo o el intercambio de fotografías explícitas. Un metaanálisis reciente ha señalado que la investigación académica sobre la infidelidad enfatiza la infidelidad sexual por encima de los demás tipos antes mencionados.
Thompson y O'Sullivan han sugerido que en general las conductas de infidelidad pueden categorizarse en cuatro grupos: (a) conductas propiamente sexuales con un tercero o tercera que incluyen relaciones sexuales (incluyendo el sexo oral y anal) y caricias eróticas; (b) conductas facilitadas por la tecnología, que involucra relaciones románticas o sexuales con un tercero o tercera a través del internet o teléfonos inteligentes (p. ej., el sexteo, el envío o intercambio de fotos o videos sexualmente explícitos, o la búsqueda en línea de sitios de citas para solteros); (c) conductas propiamente emocionales o cariñosas, que constituyen infidelidad emocional; y (d) conductas solitarias que pueden ser juzgadas como infidelidad dependiendo de las expectativas de la pareja (p. ej., la masturbación o ver pornografía).
Un punto final de debate es si conductas parasociales por parte de una pareja deben o no considerarse infidelidades. Tales conductas se refieren a relaciones unilaterales percibidas por una persona con celebridades de los medios de comunicación o incluso con personajes ficticios. Como lo señala Adam, si bien en principio tales «relaciones» pueden no verse como infidelidades, debido a que son unilaterales, se ha encontrado que pueden ser de naturaleza romántica y como ocurre en las relaciones de la vida real, brindar una suerte de compañía y afecto positivo aumentado a la vez que los costos de una relación son nulos, y que tales conductas pueden ser interpretadas como actos de traición o hacer a una pareja sentirse inadecuada en la relación. Adam ha sugerido que las relaciones parasociales pueden llegar a percibirse de una manera similar al uso de pornografía, si bien sus consecuencias probablemente no sean tan profundas.

## Motivos de la infidelidad amorosa y factores predictivos
Tanto en humanos como otros animales se suelen combinar las dos tácticas reproductivas opuestas: la monogamia y la poligamia, aunque históricamente muchas sociedades se oponen a esta última. Las causas de la infidelidad humana son múltiples, están relacionadas con la personalidad y la historia erótica individual; podrían ser insatisfacción (sexual, económica, intelectual, social, etc.), aburrimiento, curiosidad, búsqueda de novedad, narcisismo, venganza, desenamoramiento, soledad, la habilidad de conquista del tercero involucrado, necesidad de amor, comunicación deficiente, crisis, abandono emocional, etcétera.
Desde la psicología evolucionista se piensa que las estrategias de apareamiento humanas dependen de dos diferencias sexuales fundamentales. En primer lugar, en comparación con los hombres, las mujeres suelen tener mayor inversión parental obligatoria (p. ej., las mujeres tienen que pasar un largo período de embarazo, que requiere grandes cantidades de nutrientes, pasar por partos riesgosos, y cuidar de bebés dependientes por un largo tiempo comparados con otras especies, incluyendo su amamantamiento y la enseñanza de habilidades básicas, además de que los bebés requieren altos niveles de socialización), mientras que los hombres pueden simplemente abandonar a las mujeres y sus hijos, en muchos casos sin mayores repercusiones. A la vez, a diferencia de las mujeres, los hombres se enfrentan al problema adaptativo de la incertidumbre de la paternidad (es decir, no estar seguros de que un bebé es realmente su hijo o hija biológico, de manera que existe la posibilidad de que estén desperdiciando tiempo y esfuerzo ayudando a transmitir los genes de otro hombre, en lugar de los suyos propios, a la siguiente generación). Desde esta perspectiva se suele considerar que la tendencia hacia la monogamia (o al menos la cuasi-monogamia) evolucionó en los seres humanos como una forma de ofrecer niveles relativamente altos de inversión parental requeridos para criar a nuestros hijos, que son muy altriciales (indefensos o inútiles) en las primeras etapas de la vida, en tanto un cuidado biparental aumenta de manera sustancial el apoyo y ayuda que los hijos reciben durante su desarrollo temprano, lo que aumenta su probabilidad de sobrevivir y con el tiempo reproducirse.
Como resultado de estas dos circunstancias, se cree desde la psicología evolucionista que hombres y mujeres han evolucionado diferentes estrategias de apareamiento que les permitan maximizar sus oportunidades de pasar sus genes a la siguiente generación, estrategias que explicarían las diferencias entre los sexos respecto a las razones por las cuáles buscar una relación extradiádica así como las diferencias en cómo se lidia con la infidelidad de la pareja (en tanto esta puede reducir el cuidado y apoyo para las hijos en desarrollo). Según esta aproximación, es más probable que los hombres busquen múltiples parejas sexuales, en particular parejas jóvenes y atractivas (y por lo tanto más fértiles), mientras que es más probable que las mujeres busquen parejas que sean capaces de y dispuestas a brindarles los recursos que necesitan para criar a los hijos, así como parejas que sean capaces de establecer y mantener vínculos emocionales profundos con ellas. Esto explicaría por qué es más frecuente la infidelidad sexual entre los hombres, puesto que aumentaría su oportunidad de ser exitosos en términos reproductivos, aunque esta explicación tiene problemas en explicar por qué los hombres participan también en la infidelidad emocional.
En su libro The Myth of Monogamy (El mito de la monogamia; 2001), Barash y Lipton argumentaron que los seres humanos no evolucionaron para permanecer exclusiva e indefinidamente con una sola pareja, afirmación que apoyan en el hecho de que la monogamia es en general rara en el reino animal (incluso entre aves tradicionalmente consideradas «monógamas», en las que la cópula extrapareja es de hecho común), y que es más probable que los seres humanos tiendan a una monogamia transitoria o monogamia seriada, en la que se restringe el contacto sexual o amoroso a una sola persona pero solo por un tiempo limitado, tras lo cual se termina la relación para empezar alguna otra. En soporte de esta idea, se ha encontrado que 84% de las sociedades humanas han permitido alguna forma de poliginia, además de la enorme prevalencia de la infidelidad a lo largo de todas las culturas.
Además de explicar la tendencia a buscar sexo extradiádico, los factores que determinan esta tendencia también explican la forma en la que las personas reaccionan ante la infidelidad. Desde esta perspectiva, tendría sentido que las mujeres tiendan a experimentar mayor molestia al descubrir una infidelidad emocional de parte de sus parejas, en tanto esto puede significar que su pareja puede destinar parte de sus recursos a sus otras parejas, mientras que en el caso de los hombres, estos tenderían a molestarse más por la infidelidad sexual, pues ésta los pone en riesgo de criar a un hijo o hija ajenos.
Vale resaltar que la tipificación de la conducta infiel, así como sus sanciones, varían conforme a los consensos individuales y sociales. Esto permite clasificar como infidelidad tanto a las relaciones basadas únicamente en atracción y relaciones sexuales (infidelidad sexual), por un lado , como a las relaciones afectivas de índole erótica sin contacto sexual (infidelidad emocional), por el otro. El psiquiatra Scott Haltzman ha propuesto cinco tipos distintos de infidelidad basados en cinco tipos diferentes de motivos aducidos para ser infiel: (a) Infidelidad oportunista, que se refiere a situaciones en que la persona infiel simplemente cede a sus deseos sexuales, sin que esto signifique que no ame a su pareja comprometida o que haya insatisfacción con la relación de pareja. (b) Infidelidad compulsoria o forzosa, motivada por una fuerte necesidad de ser aceptado/a por otros y un fuerte miedo al rechazo de otra persona si uno se resiste a sus avances sexuales, sintiéndose «obligado» a corresponder. (c) Infidelidad romántica, causada por la insatisfacción con la pareja comprometida, que lleva a anhelar una conexión íntima y amorosa con otra persona. (d) Infidelidad en romances conflictivos, que corresponde a casos en que hay sentimientos genuinos de amor y deseo sexual por más de una persona al mismo tiempo. Finalmente, (e) Infidelidad conmemorativa, que se produce cuando una persona está comprometida con la relación principal, pero carece de sentimientos, hay deseo sexual, afecto o apego y se busca la infidelidad como una manera de buscar lo que les falta en su relación actual. March y cols. (2023) han sugerido también la categoría adicional de infidelidad malévola, que definen como infidelidad motivada por la venganza o el deseo de retribución, intentando producir un costo emocional (p. ej., dolor) o un costo reputacional en la pareja.
Otra tipología de los motivos de la infidelidad fue propuesta por el terapeuta de familia estadounidense Scott Woolley, e incluye siete tipos de infidelidad que pueden dividirse en tres categorías motivacionales amplias. De acuerdo con Wooley, se encuentra en primer lugar la infidelidad por motivos relacionales que incluye tres tipos de infidelidad: (a) infidelidad por protesta (como forma de protesta, retaliación o venganza por sentirse herido, rechazado y/o abandonado por la pareja), (b) infidelidad «ven por mí» (infidelidad como una forma de hacerse notar por una pareja negligente y sentirse importante a sus ojos), y (c) infidelidad por burn-out o agotamiento (la que ocurre cuando se busca una conexión fuera de la relación tras muchos intentos fallidos de restaurar la relación principal y se ha perdido la esperanza). La segunda categoría es la de la infidelidad por escape o infidelidad de fantasía romántica, en la que en lugar de recurrir a la pareja principal en busca de consuelo y seguridad al lidiar con las tensiones de la vida cotidiana, se escapa a una relación romántica extradiádica que por lo general implica altos niveles de emoción o excitación. Esta categoría no tiene subtipos. Finalmente, Woolley sugiere la categoría de infidelidad intrapsíquica, que incluye (a) la infidelidad de «fondo de protección» (infidelidad como una forma de protegerse contra lo que la persona cree que será un abandono inevitable por parte de su pareja principal), (b) la infidelidad de «ir a la ofensiva» (infidelidad como una forma de sentirse poderoso y seguro, y así protegerse de sentimientos de impotencia e inseguridad), y (c) la infidelidad compulsiva (como una forma de adormecer un intenso dolor emocional, de una manera que a menudo puede ser llamada «adictiva», típicamente teniendo relaciones sexuales sin vínculos, p. ej., con prostitutas, uso compulsivo de la pornografía, visitas a clubes de striptease, etc.). De acuerdo con el autor, todos estos tipos de infidelidad se relacionan con diferentes estilos de apego.
Una revisión sistemática de la literatura académica sobre la infidelidad reveló un número de factores que han sido destacados como posibles predictores de la infidelidad. Los investigadores destacan factores de diversos tipos. Con respecto a los factores demográficos, Fincham y May destacan que (a) es mucho más probable que los hombres sean infieles que las mujeres, aunque a la fecha del estudio, 2017, la brecha entre los géneros se estaba acortando; (b) en los EE. UU., la infidelidad es más común entre afroamericanos que entre blancos; (c) tanto la educación, como la edad y el nivel de ingresos han sido relacionados con la infidelidad, pero no hay un patrón consistente de hallazgos. Si bien los hombres son más proclives a ser infieles, se ha encontrado que la infidelidad emocional puede ser más común entre las mujeres. Con respecto a las diferencias de género, aspectos culturales como el hecho de que en algunas sociedades se acepte de manera más común la infidelidad en los hombres que en las mujeres, o que en otras las mujeres sean incluso castigadas por la infidelidad son factores importantes. Los hombres experimentan en general menores niveles de ansiedad, miedo y culpa relacionados con la infidelidad, y en consecuencia es más frecuente que lo sean y que se les culpe menos por ello.

### Factores individuales
Con respecto a factores individuales, estudios han encontrado que la infidelidad es mayor entre hombres y mujeres con niveles más altos de interés sexual, si bien tal interés sexual solo parece predecir la infidelidad para personas con niveles bajos de autocontrol. Algunos estudios han demostrado que las mujeres más atractivas físicamente muestran una tendencia a reportar mayor deseo sexual que aquellas que se perciben como relativamente menos atractivas, y que tienen más probabilidades de ser infieles y de tener más parejas sexuales, probablemente debido a que tienden a atraer más parejas potenciales.
Otros estudios han encontrado que variables de personalidad como el neuroticismo o el narcisismo están asociados con la infidelidad. Un metaanálisis de 2018 sobre la relación del modelo de los cinco grandes con la infidelidad, encontró que el neuroticismo estaba moderadamente asociado con la insatisfacción sexual, con síntomas de disfunción sexual, y en particular con tener emociones negativas, factores todos que pueden llevar a una mayor probabilidad de infidelidad. La amabilidad (agreeableness) y la escrupulosidad (conscientiousness) están a la vez relacionadas negativamente con la infidelidad sexual. En parejas heterosexuales, tener un alto neuroticismo y una baja amabilidad predice infidelidad por motivos de ira, mientras que tener solo un alto neuroticismo predice infidelidad por motivos de descuido o negligencia, y la extraversión predice la infidelidad motivada por la insatisfacción con la pareja. Otros factores de personalidad también parecen jugar un rol importante. Por ejemplo, la llamada tríada oscura (narcisismo, maquiavelismo, y psicopatía) parece tener vínculos con la infidelidad, en que personas con altos niveles de estos rasgos oscuros tienden a tener mayor interés en actividades sexuales sin compromiso, más parejas sexuales, y estándares más bajos hacia parejas sexuales a corto plazo, así como una mayor tendencia a buscar parejas ya comprometidas o a ser buscados por otros cuando ellos ya están en parejas comprometidas. Algunos autores han sugerido que el sadismo debe incluirse también como un factor adicional a la tríada oscura. No obstante, la infidelidad no depende solo de la personalidad de una persona, sino también de la personalidad de su pareja, encontrándose que parejas compatibles y similares en términos de personalidad suelen tener niveles más altos de satisfacción marital y tasas más bajas de infidelidad.
Asimismo, experiencias previas de infidelidad en la familia de origen o experiencias personales previas de infidelidad, o tener un mayor número de parejas sexuales antes del matrimonio, predicen la infidelidad. La tasa de infidelidad es más alta en personas que han experimentado abuso sexual. Problemas de abuso de sustancias, en particular el alcohol, parecen ser factores predictivos. La infidelidad también parece ser mayor entre personas que tienen un apego inseguro (en particular aquellos que tienen niveles altos de ansiedad o evitación) comparado con aquellas que tienen apego seguro.  Experimentar mayor angustia o distrés psicológico predice la infidelidad. Un estudio de 2024 encontró que tener experiencias infantiles adversas (p. ej., maltrato, abuso físico, emocional o sexual, abandono parental, disfunción familiar, etc.) solo se traduce en infidelidad en personas con apego evitativo, esto es, personas que se sienten incómodas con la cercanía y tienden al distanciamiento emocional en momentos de distrés, generalmente debido a un deseo de independencia, confianza deteriorada o una expectativa de que se va a salir lastimado emocionalmente.  Con respecto a las actitudes, tener actitudes permisivas o positivas hacia la infidelidad específicamente y hacia el sexo en general, así como tener una mayor disposición hacia el sexo casual y a tener sexo sin que haya cercanía, compromiso o amor se relacionan confiablemente con la infidelidad. En general, se ha encontrado que una mayor propensión hacia la excitación sexual está asociada con una mayor infidelidad, probablemente porque tales personas tienen probabilidades más altas de tomar parte en conductas sexuales de alto riesgo o por lo demás problemáticas.

### Factores de pareja
Relaciones de peor calidad tienen más riesgo de infidelidad y, en general, la calidad de la relación constituye uno de los predictores más fuertes de infidelidad. Barta y Kiene (2005) identificaron cuatro motivaciones básicas para la infidelidad relacionadas con factores de pareja: (a) insatisfacción sexual (deseo de experimentar diferentes prácticas sexuales y mayor variedad de parejas sexuales), (b) insatisfacción emocional (decepción con la pareja romántica principal y valoración de las cualidades positivas que puede poseer una pareja alternativa), (c) negligencia (sentimiento de ser rechazado por la pareja romántica principal) y (d) ira (deseo de dañar a la pareja principal como forma de castigar su mal comportamiento u ofensa).
Fincham y May también encontraron que algunos factores relativos a la relación de pareja predicen con mayor fuerza la infidelidad. En particular, los investigadores señalan que una satisfacción cada vez menor con la relación primaria se relaciona de manera consistente con la infidelidad, con alguna evidencia de efectos bidireccionales tales como que la infidelidad puede ser tanto una consecuencia como una causa de dificultades matrimoniales. En particular, la insatisfacción relacionada con una disminución de la frecuencia de sexo a medida que aumenta la duración de la relación se ha asociado con una mayor probabilidad de infidelidad para los hombres. El atractivo físico de la pareja primaria parece reducir la probabilidad de una infidelidad, en tanto tiene que ver con la satisfacción con la pareja. Por su parte, el atractivo físico del tercero o tercera parece aumentar tal probabilidad de una infidelidad. Asimismo, tener una pareja con un problema de disfunción sexual (p. ej., deseo sexual hipoactivo, anorgasmia) aumenta las probabilidades de una infidelidad. Además de la satisfacción con la pareja, se ha encontrado que el nivel de compromiso con la pareja (que implica tanto un vínculo o apego como una motivación para seguir adelante con la relación) es predictivo de la infidelidad, siendo ésta más común en personas con bajo compromiso. Finalmente la cohabitación antes del matrimonio está relacionada con mayor infidelidad, mientras que tener parejas con características similares a uno (p. ej., tener la misma religión o una educación similar) parece disminuir las probabilidades de una infidelidad. Otra revisión sistemática encontró que la incompatibilidad dentro de una pareja, en términos de educación, estatus económico, religiosidad, costumbres, valores sexuales, atracción sexual y comunicación puede predecir la infidelidad, al punto que en el caso de parejas incompatibles la infidelidad lleva a una desconexión tal que es como si nunca se hubieran casado. Otros factores que han sido identificados incluyen la falta de amor, intentos de aumentar la autoestima, e intentos de aumentar la variedad sexual. Asimismo, se ha sugerido que la infidelidad como manera de venganza o represalia hacia la pareja es otro factor, y que puede ser más común entre las mujeres, fenómeno a veces llamado Complejo de Clitemnestra.
Un estudio con adolescentes españoles encontró que entre estos cometer actos de infidelidad por razones relacionadas con una baja satisfacción sexual o emocional llevó a menudo a aumentos en el bienestar psicológico, probablemente porque al encontrar una pareja más atractiva o satisfactoria experimentaban menor afecto negativo y aumentaba su autoestima. Estos adolescentes tendían menos a ser infieles por razones de negligencia o rabia hacia su pareja.
Un estudio de 2020 usó un algoritmo de aprendizaje automático para analizar datos previos e intentar predecir la infidelidad en persona y en línea, encontrando que la infidelidad era predecible en general y que factores interpersonales como la satisfacción en la relación, el amor, el deseo y la duración de la relación eran los que más predecían la infidelidad en línea y en persona.
En tanto el compromiso (la intención de permanecer en una relación a lo largo del tiempo) es el predictor más consistente de la longevidad de la relación, personas con mayor compromiso con su relación íntima son menos propensos a cometer infidelidades. Se ha sugerido que la insatisfacción con la relación de pareja predice la infidelidad particularmente en el caso de las mujeres, mientras que en el caso de los hombres, la propensidad a la infidelidad es más alta cuando hay una menor satisfacción sexual.

### Factores sociales o contextuales
Factores sociales o contextuales también parecen predecir la posibilidad de una infidelidad. Un factor contextual central es el de sentir atracción o enamoramiento hacia una pareja alternativa, incluso si (al menos inicialmente) no hay intención alguna de conectar con tal persona romántica o sexualmente. Sin opciones u oportunidades atractivas la infidelidad simplemente no ocurrirá. Si bien en la mayoría de casos la atracción hacia otros no lleva a infidelidad, una atracción intensa hacia otra persona—particularmente una que sea considerada como de mayor valor que la pareja actual (p. ej., más atractiva físicamente)—puede aumentar las posibilidades de una infidelidad, particularmente si tal atracción se hace explícita y es (o se considera) recíproca, lo que crea oportunidades para conectar con tal persona. Relacionado con esto, otro factor fundamental es el de la oportunidad, esto es la disponibilidad e inclinación o disposición de parejas alternativas para tener una aventura amorosa con uno. Oportunidades objetivas de infidelidad que han sido asociadas con la infidelidad incluyen tener trabajos que requieren viajes de varios días, así como trabajos que requieren contacto con potenciales parejas. Así, Finchan y May encontraron que la creciente presencia de las mujeres en la fuerza laboral, con el subsiguiente aumento en medios y oportunidades financieras para la infidelidad, puede ser un factor importante, por ejemplo, al haber mayores oportunidades de viajes por motivos de trabajo, o por el simple hecho de involucrar mayor contacto personal con potenciales parejas sexuales. Asimismo, cuando los dos miembros de la pareja trabajan es menos común la infidelidad, comparado con parejas en las que uno de los miembros se dedica al hogar. Finchan y May encontraron que la religión se relaciona de manera menos consistente con la infidelidad, si bien la investigación a ese punto enfatizaba la asistencia a cultos religiosos como medidor de la religiosidad, y otro tipo de aspectos relacionados con la práctica religiosa podrían ser más importantes (p. ej., en los EE. UU., la creencia en la literalidad de la Biblia parece prevenir la infidelidad, u orar por el bienestar de la pareja).
Finalmente, los investigadores encontraron que el auge del internet y las posibilidades que ofrece para la infidelidad son un factor relevante, incluyendo que es más probable que las personas que buscan sexo en el internet tengan más parejas sexuales, y el que sitios web (p. ej., AshleyMadison.com) han sido creados con el propósito expreso de facilitar la infidelidad sexual. Por ejemplo, personas con más actividad en plataformas de redes sociales tienen mayor probabilidad de una infidelidad, bien por la mayor probabilidad de conocer parejas potenciales (o contactar exparejas), o bien por su efecto negativo en las relaciones interpersonales que hace de tales conductas una fuente potencial de conflicto e insatisfacción con la pareja (p. ej., percibir que la pareja pasa la mayoría de su tiempo libre en las redes sociales). Se ha encontrado además que es bastante común que personas en relaciones comprometidas se mantengan activas en aplicaciones móviles de citas tales como Tinder, mientras están en tal relación, lo que puede afectar sus percepciones respecto a cuántas parejas potenciales disponibles hay (especialmente personas más deseables que la actual pareja), además de aumentar el potencial de contactar e incluso encontrarse en persona con otro usuario, y en general puede resultar en un menor nivel de compromiso con la pareja primaria y la búsqueda de otras parejas románticas. En un estudio, Timmerman y cols. encontraron que personas que utilizaban aplicaciones móviles de citas mientras estaban en una relación comprometida fueron más propensos a buscar encuentros sexuales casuales, a satisfacer su curiosidad sobre el mercado actual de citas y a enfatizar su propio valor como parejas potenciales. Alexopoulos y cols., han sugerido que la simple frecuencia de uso de tales aplicaciones móviles de citas en personas que están en relaciones comprometidas no es necesariamente un factor predictivo de la infidelidad, sino que el factor fundamental es qué tan exitosa es la persona que las usa en conseguir coincidencias (es decir, interés mutuo).
Se ha sugerido que aún más relevante que la simple disponibilidad (real o en línea) de oportunidades para ser infiel, es la creencia subjetiva de que existan oportunidades reales de conectarse con otra persona, es decir, percibir que hay una atracción recíproca y que la otra persona tiene la voluntad de tener una aventura, de manera que cuando se percibe que alguien está disponible y que corresponde a la atracción, se puede actuar de tal manera que aumente la oportunidad de ser infiel con esta persona.

### Factores determinantes del progreso y mantenimiento de la infidelidad
Allen y cols. (2005) propusieron un marco organizacional para entender la transición hacia la infidelidad. Este modelo, que integra varios de los hallazgos mencionados en las secciones anteriores, sugiere que diferentes factores determinan con el tiempo si una infidelidad llega efectivamente a ocurrir, y por cuánto tiempo, así como su resolución. De acuerdo con este modelo, existen en primer lugar una serie de factores de predisposición, presuntamente previos a la infidelidad, que «allanan el camino» aumentando o disminuyendo la probabilidad a priori de la infidelidad, como los mencionados en las secciones previas: factores personales (p. ej., ser hombre, la religiosidad, sentir inseguridades sobre la propia sexualidad o la búsqueda de emoción, entre muchos otros), factores relativos a la pareja (p. ej., el que ésta sienta incomodidad con la cercanía o la intimidad), factores relativos a la relación de pareja (p. ej., el conflicto o la escasa actividad o satisfacción sexual), y factores contextuales (p. ej., tener modelos o ejemplos, como tener padres que hayan sido infieles o tener trabajos que impliquen viajes).
En segundo lugar, Allen y cols., sugieren que otro conjunto distinto de factores, que denominan factores de aproximación, pueden alentar o desalentar a que se progrese a lo largo de un «terreno resbaladizo» hacia la infidelidad. Al nivel individual, un factor de este tipo es el minimizar o asumir que no hay riesgos, o a la inversa, intentar combatir los sentimientos en desarrollo hacia una potencial pareja tratando de no pensar en ella o intentando mejorar o fortalecer el compromiso con la pareja primaria. A nivel de la pareja, los autores mencionan el que la pareja primaria intuya la posibilidad de infidelidad pero decida no confrontar a su pareja, sea para evitar conflictos o porque agradecen el ver reducidas las demandas de intimidad sexual o emocional (p. ej., que la pareja no busque sexo tan a menudo). La ira o la tendencia a aislarse pueden también ser factores que aumentan el riesgo de infidelidad. A nivel del contexto, respuestas positivas hacia el coqueteo pueden aumentar la probabilidad de que se progrese hacia la infidelidad, así como ocultarle a la pareja principal la atracción que se siente hacia el tercero o tercera. 
A continuación, los autores sugieren factores precipitantes, que contribuyen a que le persona «cruce la raya», tales como sentimientos ambivalentes hacia la relación de pareja, tener una pareja que se rehúsa a participar en terapia de parejas o amenazas de terminar la relación, mayor nivel de conflicto o mayor distancia emocional, además de factores contextuales como la presencia de un tercero o tercera que muestre interés romántico o sexual hacia uno, o el que haya oportunidades «ideales» para la infidelidad (p. ej., un viaje de negocios a otra ciudad en compañía del tercero).
Con respecto a si la infidelidad ocurre solo una vez o si se mantiene en el largo plazo como una relación una vez que ha ocurrido, Allen y cols., sugieren que varios factores son importantes. En relación con los factores personales, los autores mencionan el posible aumento en la autoestima que puede ocurrir cuando la persona infiel se siente importante, amada o admirada, o creer que la relación primaria «ya no tiene remedio en cualquier caso». Otros factores importantes son la culpa que se sienta, o el miedo a ser descubierto. Con respecto a la pareja, rehusarse a confrontarla o a exigir cambios puede ser importante. En cuanto a la víctima de la infidelidad, comportamientos de mayor vigilancia o menor evitación pueden empujar a una persona infiel a terminar con su relación extradiádica. Otro factor, en este caso contextual, es si el tercero o tercera (u otra persona ajena pero familiar con la aventura) amenaza con revelar todo, o a la inversa, si amigos o familiares saben de la infidelidad y la toleran o apoyan. El tercero o tercera puede también hacer esfuerzos para que la relación primaria termine. Algunos reportes anecdóticos sugieren que en algunos casos la naturaleza «prohibida» de la relación extradiádica, y el hecho consiguiente de que deban hacerse esfuerzos enormes para buscar maneras de encontrarse con el tercero o tercera sin que nadie se entere, pueden llevar a una intensificación de la relación infiel.

## Perspectivas científicas y análisis metodológicos

### Psicología y sociología
Frecuentemente se refiere a la infidelidad como una de las principales situaciones que conflictúan las relaciones amorosas monógamas. Su descubrimiento generalmente trae emociones desagradables como tristeza, baja autoestima e ira para el miembro «engañado», quien en muchos casos suele retirar toda la confianza depositada en la pareja. Aunque es considerada una de las principales causas de divorcio, no necesariamente significa el final de la relación. Entre las principales causas que evitan el rompimiento, además de los fuertes vínculos afectivos, se encuentran el temor a la soledad, evitar un daño al otro, no conflictuar a los hijos y no modificar la calidad de vida.
A menudo uno de los síntomas asociados a la infidelidad son los celos, si existe la presencia de una infidelidad real, estos son parte de los síntomas asociados y tienen una cualidad «objetiva»; si por el contrario, no existe una infidelidad, consisten en una celopatía. Sobre esto, el Manual diagnóstico y estadístico de los trastornos mentales de la APA señala que aunque pueden existir evidencias para sospechar que la pareja es infiel, también dichas conjeturas pueden ser de carácter imaginario, provocando en los sujetos celos infundados e incluso delirantes. Estos celos aparecen sin motivo y conllevan a acusaciones y conductas encaminadas a coartar la libertad de la pareja, búsqueda afanosa de indicios que comprueben la sospecha, preguntas asediantes, interpretaciones erróneas y recuerdos falsos.
El psicólogo estadounidense Aaron T. Beck señaló que la infidelidad conyugal, a pesar de ser bastante común, causa un efecto tan traumático en el consorte ofendido debido al significado simbólico de la «aventura». Esto debido al pensamiento polar de todo-o-nada, en donde se concluye que una pareja es totalmente fiel o totalmente infiel sin cabida a puntos intermedios. También destacó que es común una visión negativa de la infidelidad, pues suele ser equiparada con palabras descriptivas como: traición, engaño, perfidia; lo que genera una «percepción catastrófica» de ocurrir. Además, expuso que un efecto frecuente tras descubrir una infidelidad es la devaluación no de la pareja sino de la propia persona, manifestando dudas sobre el atractivo y la suficiencia mediante pensamientos automáticos como «fracasé», «no sirvo para nada», «nadie me necesita», etc. Por otra parte, afirmó que la infidelidad no necesariamente es la causa de debilitamiento de una relación, sino que incluso puede ser el síntoma de una relación ya vacilante. Finalmente, él apuntó que, como muchos otros trastornos emocionales, los síntomas asociados a la infidelidad son tratados con el replanteamiento de los significados personales mediante el trabajo en terapia.
Por su parte, los sociólogos Philip Blumstein y Pepper Schwartz, en su libro American Couples, también citados por Beck, estimaron que por lo menos el 21% de mujeres y el 37% de hombres había tenido una aventura extramarital en diez años de matrimonio (datos de Estados Unidos en 1983), y que aún consideraban a la monogamia como un ideal. Además, ellos observaron que (dadas ciertas diferencias de género socialmente establecidas) en las parejas heterosexuales los hombres y las mujeres tienden a interpretar las conversaciones sobre la infidelidad de modo distinto: los esposos creen que han recibido el consentimiento de sus esposas, mientras que éstas suponen que les han reiterado su oposición.
El también psicólogo estadounidense Albert Ellis opinó que la infidelidad generalmente no «destruye» un matrimonio y que es un motivo exagerado para terminar una relación. Para él, el sexo extramarital solo es dañino cuando a las personas involucradas realmente no les gusta convivir. Es decir, la perspectiva de la TREC sobre la infidelidad es que ésta solo es conflictiva cuando va acompañada de creencias irracionales que desencadenan emociones inapropiadas. Bajo el modelo A-B-C, el descubrimiento de la infidelidad sería el activante, el enojo y la tristeza serían la consecuencia indeseable, en medio de estas dos habría un sistema de creencias racionales (por ejemplo: «no es grato que mi pareja haya tenido relaciones sexuales con otra persona»), pero sobre todo ideas irracionales como: «esto no puede estar pasando», «es horrible», «no puedo lidiar con esto», «soy indigno de ser amado», etc. También se presentarían exigencias absolutistas de ser amado y aprobado (por todos y en todo momento). De igual manera, la conmoción generada por el proceso vendría a distorsionar la percepción; así, por ejemplo se vería a la pareja como un completo desconocido y se sesgaría u omitiría los momentos agradables con la pareja. De este modo, la persona iría creando conclusiones rápidas y precipitadas que lo llevarían incluso a un estado depresivo y autoderrotista. Para el tratamiento de estos síntomas, Ellis y los terapeutas racionales debaten con el cliente cuestionando sus ideas rígidas y tendenciosas, demostrando la ausencia de evidencias y buscando generar ideas más lógicas. Al final, la persona podría aceptar que la infidelidad de su pareja, aunque dolorosa, no es «catastrófica» y que aunque ésta pueda ser considerada moralmente «mala» no haría a quien la cometió una mala persona (pues para Ellis, el ser no es definido por la conducta).
Se ha señalado que la infidelidad es una de las manifestaciones más frecuentes y desafiantes que se dan en el contexto de la terapia de pareja. No obstante, y a pesar de que han desarrollado varios tipos de intervenciones psicológicas desde varias aproximaciones conceptuales (como las arriba mencionadas) para trabajar sobre la infidelidad de pareja, se ha afirmado que muchas y muchos terapeutas de pareja expresan dificultades a la hora de abordar este tema, particularmente cuando esto requiere que la o el terapeuta lidie con pensamientos y sentimientos encontrados y a menudo contradictorios respecto a la infidelidad de uno los clientes, por ejemplo rabia o sentir que se está involuntariamente excusando el comportamiento infiel al tratar de buscar que la pareja afectada entienda los motivos de la infidelidad.

### Biología
Desde la perspectiva biológica, un estudio en ratones reveló una estrecha relación entre la exclusividad de las parejas y la regulación, determinada genéticamente, de oxitocina y vasopresina. La disminución de dichas sustancias podrían traer como consecuencia el fenómeno descrito como infidelidad. Asimismo, es probable que las sustancias encontradas en los ratones también jueguen un papel importante en la fidelidad/infidelidad humana. Igualmente, algunos biólogos suponen que la tendencia a la infidelidad tendría un origen adaptativo: en las hembras vendría a asegurar mayor protección y recursos para los hijos cuando se cuenta con varios amantes; mientras que para los machos, aseguraría una mayor contribución genética para la próxima generación.

### Psicoanálisis
Desde el psicoanálisis y la terapia psicodinámica, el psiquiatra Mario Campuzano propone que la infidelidad proviene de una fijación en la etapa sádico-anal, dando la variante dominante/dominado, sádico/masoquista y celos/ infidelidad, además consiste en un reflejo del triángulo edípico. Se puede manifestar de dos formas: una «benigna» y otra «maligna». En la primera, el tercero involucrado funge como un objeto transicional, es decir, pasajero y en función de las propias necesidades conscientes o inconscientes de la pareja formal. En la otra forma, el tercero funciona como un facilitador de agresión, menosprecio, rechazo o venganza. Asimismo, buscar relaciones mediante la infidelidad podría ser un esfuerzo compensatorio consciente ante la insatisfacción sexual con la pareja o bien tener razones meramente inconscientes. De este modo, la infidelidad sería a veces «la alternativa tomada para evitar o disminuir la relación afectiva profunda con otro ser humano»; una búsqueda de libertad, aunque ilusoria, ante una relación conyugal que genera una ansiedad «atrapante» que al mismo tiempo se desea y se teme. Así, las relaciones extramaritales serían como un «calmante momentáneo» para dicho malestar. Ahora bien, otro tipo de personas infieles serían aquellos que buscan relaciones extramaritales no por el temor a la cercanía con la pareja sino como una reacción al temor que tienen ante la responsabilidad.

### Marxismo
Para el marxismo tanto la fidelidad como la infidelidad son vistas como el resultado de las condiciones sociales e históricas que legitiman o prohíben las relaciones monogámicas o poligámicas. Friedrich Engels en El origen de la familia, la propiedad privada y el Estado sostuvo que en las sociedades patriarcales, donde la mujer pasa a ser propiedad privada del hombre, la infidelidad femenina es vista con desprecio e incluso castigada, mientras que la infidelidad masculina puede ser incluso un derecho. Esto debido a que la fidelidad femenina asegura la paternidad y por tanto la herencia de bienes a la progenie ligada a un único varón. Sin embargo, Engels señaló que las relaciones basadas en los derechos de propiedad y la monogamia obligatoria solo pueden conducir a la proliferación de la inmoralidad y la prostitución.

### Microeconomía
Partiendo de un análisis microeconómico, el sujeto infiel, que mantiene una relación ilegal o informal, en contraposición a una legal, oficial o principal, oscila de una relación a otra dependiendo de la satisfacción sexual y emocional obtenida en cada una. Es decir, a medida que el beneficio disminuye y el costo aumenta en la pareja legal, se recurre a la ilegal, y cuando la calidad de ésta decrece se vuelve a la principal. Persiguiendo así el máximo de beneficios.

## Respuestas a la infidelidad
Desde la perspectiva de la psicología evolucionista, se ha sugerido que hombres y mujeres responden de manera diferente a la infidelidad de sus parejas. Buss (2018), por ejemplo, ha sugerido que los hombres son más sensibles a la infidelidad sexual, mientras que las mujeres son más sensibles a la infidelidad emocional. De acuerdo con esta perspectiva, las diferencias de sexo en los celos tienen su origen en que en tanto los hombres ancestrales no podían saber con certeza si un hijo o hija era suyo, desconfiaban del posible contacto sexual de sus parejas con otros machos, mientras que en el caso de las mujeres ancestrales, estas no sentían tal incertidumbre. Sin embargo, para las mujeres la infidelidad emocional de una pareja supondría una amenaza de no recibir ya recursos materiales y de tiempo por parte del padre para su hijo o hija, pues estos pueden desviarse hacia una mujer rival y sus hijos. Esta perspectiva sugiere pues la existencia de un mecanismo de celos evolucionado específico al sexo, y sugiere que los efectos de la infidelidad son más fuertes dependiendo de si se trata de infidelidad sexual o emocional, hipótesis que es motivo de debate. Un estudio de 2024, por ejemplo, encontró que si bien una hipotética infidelidad por parte de una pareja a largo plazo producía sentimientos negativos, tales sentimientos fueron menos intensos entre hombres heterosexuales si la persona con la que su pareja es hipotéticamente infiel era otra mujer, en vez de otro hombre, lo que sugiere que los hombres consideran a la «intrusa» como una amenaza menor (en tanto no pueden producir un embarazo en la pareja). No obstante, los autores también encontraron que tal reacción más leve podía estar también relacionada con que los hombres veían a la «intrusa» como una posibilidad de mayor oportunidad sexual (p. ej., abriendo la posibilidad de tener un trío).
Para la inmensa mayoría de personas en la cultura occidental y en muchas otras, a pesar de ser increíblemente común, la infidelidad es inmoral, poco ética e inaceptable. Un estudio publicado en 2020 que incluyó participantes de 11 culturas diferentes de varias partes del mundo (incluyendo personas de los pueblos himba [Namibia], karo [Indonesia], mayangna [Nicaragua], mosuo [China], shuar [Ecuador], t'simane [Bolivia], yasawa [Fiyi], además de personas de las ciudades de Los Ángeles y Okinawa), encontró en general que la infidelidad sexual, independiente del sexo de la persona infiel, era vista más severamente que la infidelidad emocional, y que en general la infidelidad femenina es juzgada más severamente que la masculina, independientemente de si era sexual o emocional, si bien en ambos casos se encontraron pequeñas diferencias en algunas de las culturas estudiadas.
La infidelidad de una pareja parece producir efectos más devastadores en términos de dolor y sentimientos de impotencia que cualquier otro tipo de transgresión, y tales emociones negativas pueden encontrarse tanta en parejas casadas como en parejas de hecho que pasan por una infidelidad. Diversos estudios sugieren que la infidelidad sexual es la causa más común causa de divorcio en los Estados Unidos. En tanto la infidelidad constituye una violación de la exclusividad emocional o sexual de una pareja, comúnmente resulta en sentimientos de ira, celos amorosos o sexuales y rivalidad. Se ha encontrado que en general la infidelidad electrónica o por internet tiene consecuencias psicológicas e interpersonales comparables a la infidelidad en persona. En términos de respuestas negativas a la infidelidad, Charney y Parnass (1995) reportan que tras enterarse de una infidelidad por parte de la pareja las reacciones incluyen rabia y agresividad aumentada, pérdida de la confianza, una confianza sexual y personal reducida, tristeza, depresión, autoestima dañada, miedo al abandono, y una ola de justificaciones para abandonar a la pareja. Otro estudio reportó que cerca del 60% de las personas víctimas de infidelidad muestran problemas emocionales y de depresión tras la revelación de la aventura amorosa. La infidelidad puede sentirse como un problema imparable que puede invocar pensamientos de ideación suicida y suicidalidad entre individuos vulnerables.
Investigaciones han encontrado que la infidelidad puede producir daño psicológico, incluyendo sentimientos de rabia y traición, una baja autoconfianza sexual y general, e incluso trastorno por estrés postraumático en la víctima, incluyendo síntomas como rumiación obsesiva, hiperactivación fisiológica, ansiedad elevada, flashbacks (memorias vívidas y recurrentes) o imaginaciones intrusivas de la infidelidad, sensaciones de adormecimiento o aturdimiento emocional y depresión, que pueden ocurrir incluso años después de la sospecha inicial de infidelidad. Existe evidencia de que los efectos emocionales y en la salud de una infidelidad son más fuertes cuando la víctima de una infidelidad percibe que la infidelidad de su pareja fue intencional o motivada por motivos egoístas, o cuando se culpa a sí misma por la infidelidad de su pareja, efectos que parecen ser más fuertes entre mujeres.
Además de los problemas emocionales, Lonergan y cols., encontraron que víctimas de infidelidad manifestaban síntomas somáticos persistentes como insomnio, pérdida de peso, dificultad para concentrarse y falta de apetito y deseo sexual inmediatamente después de sufrir una traición romántica. Un estudio longitudinal de personas en los Estados Unidos encontró que la infidelidad por parte de una pareja produce efectos también en el largo plazo, y está asociada con una tasa alta de problemas crónicos de salud para las víctimas de la infidelidad, particularmente para personas de bajos ingresos o minorías étnicas, problemas que los autores sugieren provienen probablemente de la aflicción o angustia que sigue a la violación de la confianza y de los acuerdos de la relación. Tales problemas de salud ocurrieron incluso cuando los afectados reportaron fuertes redes de apoyo familiar y de amigos. Algunos de estos problemas de salud pueden deberse no solo al estrés y aflicción directamente, sino también a una tendencia, tras una infidelidad, a practicar comportamientos que pueden a su vez comprometer la salud, tales como un mayor consumo de drogas o alcohol, comportamientos sexuales de riesgo (p. ej., no usar preservativos), excesivo ejercicio físico o problemas alimenticios (comer en exceso o comer muy poco o nada).
Además de las consecuencias negativas de la infidelidad en la salud mental, las parejas experimentan a menudo pérdidas económicas importantes cuando esta ocurre, pérdidas que se exacerban aún más cuando la infidelidad lleva a un divorcio. Por su parte, en quien ha cometido la infidelidad se pueden encontrar sentimientos de culpa y remordimiento, y una vez la infidelidad es descubierta pueden experimentar depresión, ansiedad aguda e ideación suicida, particularmente tras amenazas de divorcio o separación conyugal tras la revelación de la infidelidad.
Otras consecuencias negativas reportadas de la infidelidad incluyen el daño a las relaciones con hijos, padres y amigos, así como consecuencias legales. Un informe de 1983 detallaba que de una muestra de 205 personas divorciadas, alrededor de la mitad afirmó que sus problemas matrimoniales fueron causados por la infidelidad de sus parejas. La infidelidad también suele tener efectos en los hijos de la pareja (cuando los hay), así como en amigos y familiares, que incluyen malestar, desilusión, confusión y, a veces, desesperanza. Los efectos parecen ser particularmente fuertes entre los hijos de la pareja, quienes pueden experimentar a su vez culpa, preocupación, miedo, agresión, depresión y ansiedad, particularmente cuando los padres no logran afrontar de manera apropiada la infidelidad y por tanto pueden exponer a sus hijos a peleas y conflictos con la pareja o a sus propios síntomas de trauma y duelo.
Personas de todos los géneros pueden experimentar consecuencias sociales si su acto de infidelidad se hace público, pero la forma y grado de estas consecuencias puede depender del género de la persona infiel. Un estudio longitudinal encontró que las personas que estaban más comprometidas con la relación antes de la infidelidad tendían a experimentar un mayor deterioro del bienestar después de engañar o ser engañados, mientras que personas menos comprometidas con la relación de hecho tendían a reportar una ligera mejora del bienestar tras la infidelidad. Este estudio también encontró que mujeres que culpan a los problemas de pareja como razón para su infidelidad reportaron mejorías en su bienestar tras el episodio infiel, probablemente porque la aventura amorosa motiva a sus parejas a cambiar.
Olson y cols., han sugerido que el periodo inmediatamente después del descubrimiento de una aventura amorosa por parte de la pareja se caracteriza por intensa ira, sentimientos de traición y conflicto emocional e indecisión respecto al futuro de la relación por parte de la víctima, que puede vacilar entre el deseo de salvar la relación o la determinación de ponerle fin. Este periodo emocionalmente turbulento, según estos investigadores, suele ir seguido de un periodo de «moratoria» en el que hay menos reactividad emocional pero una mayor concentración en darle sentido a la infidelidad. Asimismo, personas que han sido víctimas de infidelidad pueden experimentar una reducción en la ingesta de comida, aumentos en el consumo de alcohol o marihuana, ejercicio físico excesivo, y en particular dificultad para conciliar el sueño o permanecer dormido. Además, los sentimientos de ira, traición y rabia que experimentan muchas víctimas de infidelidad pueden llevar a comportamientos hostiles, dañinos o destructivos hacia la pareja infiel, como la «infidelidad por represalia» (es decir, pagar a la traición sexual con la misma moneda) o buscar otros medios para castigar a su pareja en venganza. Un ejemplo saliente de tales comportamientos destructivos es el caso de la violencia física, sexual y psicológica, hacia la pareja infiel, incluyendo agresión y violencia de pareja, e incluso homicidio, como en el caso de un crimen pasional. Se ha afirmado que hombres en culturas patriarcales del «honor» pueden ser especialmente propensos a ejercer violencia contra sus parejas románticas infieles, incluyendo crímenes de honor. En estudios realizados en todo el mundo se ha reportado que mujeres infieles o simplemente sospechosas de infidelidad sufren violencia física, desde bofetadas y mordiscos, hasta violencia que les hizo temer por su vida, como puñetazos, asfixia, encierro, o que les pusieran una pistola en la cabeza.
La desconfianza y la sospecha de que la infidelidad puede continuar pueden contribuir a comportamientos de hipervigilancia y a intentos de control sobre la pareja. Por ejemplo, las parejas traicionadas pueden obsesionarse con saber todos los detalles de la infidelidad y pueden interrogar incansablemente a la pareja infiel sobre ellos, y luego insistir en conocer al detalle todos los horarios diarios de sus parejas o adoptar conductas investigativas para identificar o corroborar tales detalles (por ejemplo, vigilar en secreto los mensajes de texto o correos electrónicos de sus parejas, controlar el historial de su navegador, revisar su ropa u otras pertenencias en busca de pistas de infidelidad, seguir físicamente a su pareja, utilizar las funciones de geolocalización de los teléfonos móviles para seguir los movimientos de su pareja, contratar detectives privados, etc.) Las víctimas también pueden exigir a sus parejas infieles que rompan todo contacto con las personas o situaciones relacionadas con la infidelidad.
Aun así, tales medidas correctivas no siempre implican el fin de la relación sentimental con la pareja primaria, y con frecuencia las personas optan por perdonar a sus parejas. Cuando se descubre la infidelidad, es posible que los culpables usen técnicas de persuasión para convencer a sus parejas de que les perdonen, técnicas que los investigadores categorizaron en seis tipos: 
1. Culpar a la víctima, por ejemplo, acusándola de haber sido distante, poco cariñosa o responsable de haber sido engañada.[143]
2. Enfatizar la importancia de la relación, p. ej., mencionando lo involucrada que está la víctima en la relación.
3. Minimizar la infidelidad, p. ej. afirmar que la aventura fue «sólo sexo» y no hay sentimientos de por medio.
4. Utilizar a los hijos, parientes y amigos, pidiendo por ejemplo a la víctima que piense en cómo un divorcio puede afectar a los hijos, o pidiendo a los hijos u otros familiares o amigos que intercedan por el culpable.
5. Promesas de que «No volverá a ocurrir»
6. Reparar la relación, p. ej., buscar terapia de pareja.

Los investigadores hallaron que en general las mujeres eran más dadas a utilizar estas estrategias de persuasión enumeradas, si bien la estrategia de recurrir a amigos, familiares e hijos es más común entre hombres. Asimismo, encontraron que la estrategia de culpar a la víctima es más común con la edad, mientras que la de prometer que no volverá a haber infidelidad es más frecuente en personas de menor edad. La técnica de enfatizar la importancia de la relación fue considerada la más convincente, en particular entre parejas de mayor edad.
Perdonar una infidelidad puede traer beneficios, como seguir recibiendo recursos materiales y no materiales de parte de sus parejas (que podrían dejarse de recibir de terminarse la relación), no gastar recursos económicos en la busca de otra pareja (búsqueda que por lo demás puede ser infructuosa, lo que aumenta el riesgo de acabar soltero o con una pareja de valor inferior), y en particular cuando hay hijos de por medio, garantizar que hijas e hijos sigan recibiendo la inversión en tiempo y esfuerzo de parte de ambos progenitores. La capacidad de perdonar una infidelidad parece tener que ver con varios factores, incluyendo factores de personalidad, en particular la amabilidad (agreeableness) que está asociada robustamente con una mayor capacidad de perdón. Una investigación de Apostolou y Demosthenous encontró una gran variedad de razones que podrían llevar a las personas a perdonar una infidelidad, razones que los autores categorizaron en cuatro factores principales: (a) tener hijos, (b) que la víctima haya sido infiel a su vez, (c) una probabilidad reducida de que ocurran futuras infidelidades, y (d) dependencia de la pareja en términos económicos u otros.
Si bien algunos estudios sugieren que solo un pequeño porcentaje de parejas que experimentan infidelidad mejoran de hecho su relación, otros estudios reportan que algunas parejas tienen resultados sorprendentemente positivos en sus relaciones. El impacto negativo de la infidelidad en una relación parece depender de qué tan involucrada está la pareja en su relación infiel, y los investigadores afirman que la infidelidad por sí misma no causa el divorcio, sino que este es causado por el nivel general de satisfacción con la relación, por los motivos por los que ocurrió la infidelidad, por el nivel de conflicto y por las actitudes que se tienen hacia la infidelidad. De hecho, Schneider y cols. (1999) reportaron que incluso aunque 60% de sus participantes inicialmente amenazó con abandonar a su relación primaria, tales amenazas debidas a la infidelidad no predecían de hecho el resultado eventual.
Atkins, Eldridge, Baucom y Christiansen encontraron que parejas que asistían a terapia de pareja y que se ocupaban abiertamente de la infidelidad eran capaces de cambiar a un ritmo más acelerado, comparados con parejas afligidas que solo asistían a la terapia. Algunos resultados positivos no intencionales que han sido reportados para parejas que han pasado por una experiencia de infidelidad pueden incluir relaciones conyugales más estrechas, mayor asertividad, mejor cuidado personal, poner un valor más alto en la familia, y darse cuenta de la importancia de la comunicación en pareja.
Cuando el resultado de la infidelidad es el divorcio, la investigación sugiere que la persona «fiel» puede experimentar sentimientos de baja satisfacción con la vida y autoestima, y puede afrontar relaciones futuras con miedo de que la infidelidad se repita. Sweeney y Horwitz (2001) encontraron que personas que iniciaban un divorcio tras enterarse de una infidelidad de sus parejas experimentaban menos depresión, si bien lo contrario ocurría cuando era el esposo «infiel» quien iniciaba el divorcio.

## Otras perspectivas

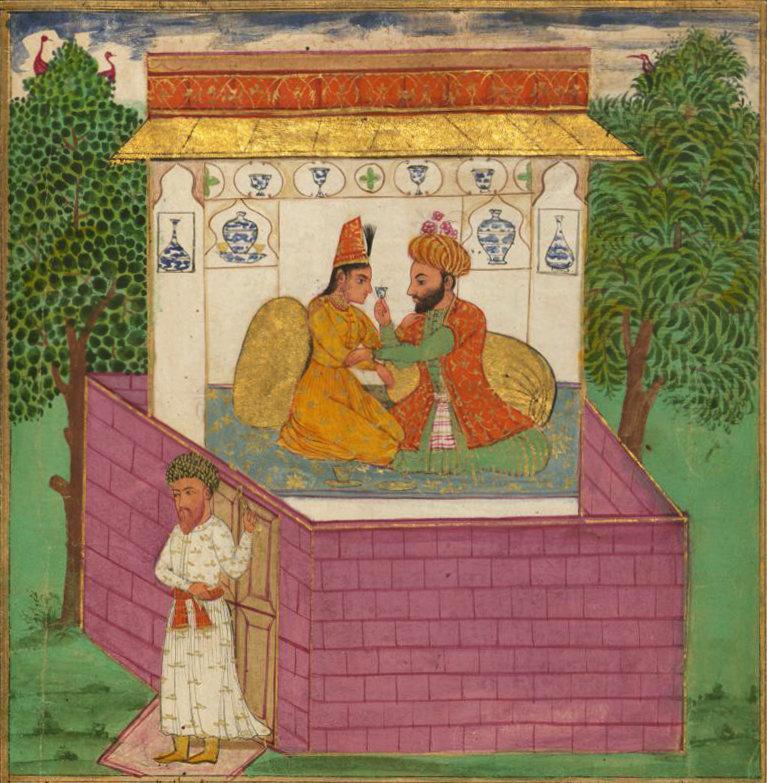
Jalal al-Din Rumi Maulana. Detalle de un manuscrito de Yalal ad-Din Muhammad Rumi, hacia 1663: un Sufí regresa inesperadamente a casa para sorprender a su esposa siendo infiel con un zapatero.

### Infidelidad e ITS
Es frecuente que algunas personas, apoyadas en parte desde la visión de la medicina preventiva, consideren a la infidelidad sexual en combinación con la promiscuidad como factores contribuyentes a la transmisión de enfermedades infecciosas, como gonorrea, sífilis, VPH, VIH/sida, etc. Esto bajo la suposición de que un individuo con mayor estabilidad sexual tendría menos probabilidad de contraer dichas enfermedades que uno con menor estabilidad. Sin embargo, no se debe obviar dicha relación, pues no necesariamente la infidelidad sexual conlleva a contraer ITS, ni mucho menos significa que quienes tengan estas enfermedades forzosamente fueron infieles o promiscuos. Además que las principales causas de las ITS son el sexo sin protección y la falta de educación sexual. De tal manera que la infidelidad no es por sí misma causa de enfermedades de transmisión sexual, sino solo si se presenta con otras conductas de riesgo (como es la ausencia de preservativos durante las relaciones sexuales).

### Desde la religión
Desde una perspectiva religiosa, particularmente en las religiones abrahámicas (judaísmo, cristianismo e islam), el tema de la infidelidad es abordado en gran sentido desde el punto de vista del adulterio, esto es, una relación sexual o amorosa por fuera del matrimonio. En el caso de parejas de hecho no casadas, estas religiones suelen considerar que las relaciones sexuales incluso con la pareja son un tipo de fornicación, y por tanto pecaminosas. 

Así pues, el término es comúnmente asociado con un carácter moral de «pecado»; esto ocurre principalmente en las religiones abrahámicas. Cabe destacar que bajo esta concepción adulterio e infidelidad son sinónimos, pues cualquier relación sexual fuera del matrimonio es ya de por sí un acto de fornicación. En el Éxodo el adulterio es vetado en el séptimo mandamiento judío (Éxodo 20:14). Levítico 20:10, define lo que constituye adulterio en la Biblia hebrea, y también prescribe su castigo como pena capital. En este versículo, y en la tradición judía, el adulterio consiste en una relación sexual entre un hombre y una mujer casada que no es su legítima esposa:
Si un hombre comete adulterio con la mujer de su prójimo, será muerto tanto el adúltero como la adúltera
 Así, según la Biblia hebrea, no se comete adulterio si la mujer que participa no está casada (a menos que esté prometida, Deuteronomio, 22:23-27), mientras que el estado civil del hombre que participa es irrelevante (puede o no estar casado con otra mujer).
También en el Antiguo Testamento, específicamente en el libro de Proverbios (Proverbios 5:18-20 y Proverbios 6:27-32) se anima a los esposos a ser fieles a sus esposas, pues no hay motivo para buscar el amor en otra mujer; indicando las consecuencias negativas de hacerlo. En el Nuevo Testamento se dice «¿No sabéis acaso que los injustos no heredarán el Reino de Dios? ¡No os engañéis! Ni los impuros, ni los idólatras, ni los adúlteros, ni los afeminados, ni los homosexuales, ni los ladrones, ni los avaros, ni los borrachos, ni los ultrajadores, ni los rapaces heredarán el Reino de Dios» (I Corintios 6:9-10). Asimismo, se señala en la Primera epístola a Timoteo (1 Timoteo 3:2) que el epíscopo (la persona a cargo de presidir la comunidad) debe ser esposo de una sola mujer, y en Epístola a los hebreos (Hebreos 13:4) recalca que los cónyuges se deben fidelidad y que el adulterio es un pecado contra Dios; por otra parte, según el Evangelio de Mateo (Mateo 19:9) quien se divorcie por la infidelidad sexual de su pareja tiene la posibilidad de casarse de nuevo sin cometer adulterio.
En el Corán la expresión infidelidad es usada para referirse a los que niegan o no aceptan el islam, mientras que el adulterio/fornicación es definido como «una cosa fea y un mal camino» (Corán 17.32) y una razón para repudiar a una mujer (Corán 65.1); así como una conducta que trae como consecuencia el castigo de Dios (Corán 25.68). Se destaca que para la tradición poligámica musulmana, que un hombre mantenga relaciones con sus esposas no es considerado infidelidad (Corán 4.23-25). En otro apartado del libro de Mahoma se indica la pena al adulterio: 

(24:2) Aplicaréis al hombre o a la mujer adúlteros cien latigazos a cada uno. Que la compasión no os contenga en el cumplimiento de este precepto de Dios, si creéis en Dios y en el día final. Que el suplicio tenga lugar en presencia de un cierto número de creyentes.

(24:3) Un hombre adúltero no debe casarse más que con una mujer adúltera o con una idólatra, y una mujer adúltera no debe casarse más que con un hombre adúltero o con un idólatra. Estas alianzas están prohibidas a los creyentes.
Corán 24.2-3.

Análogamente, para el budismo el rol de los esposos debe ser el trato respetuoso y fiel; conductas contrarias a éstas son desaconsejadas, porque consisten en actos motivados por la lujuria que conllevan al sufrimiento. Desde esta visión, las relaciones con otras personas más allá de la propia pareja traen como consecuencia el deterioro de la misma, así como una serie de conductas dañinas como la mentira y el enojo. Para la ética budista la infidelidad es producto de la ignorancia, la necedad, la insatisfacción y el deseo de eliminarla, que conllevan a la avaricia. Este deseo sexual vehemente es combatido con la práctica de la Óctuple senda.

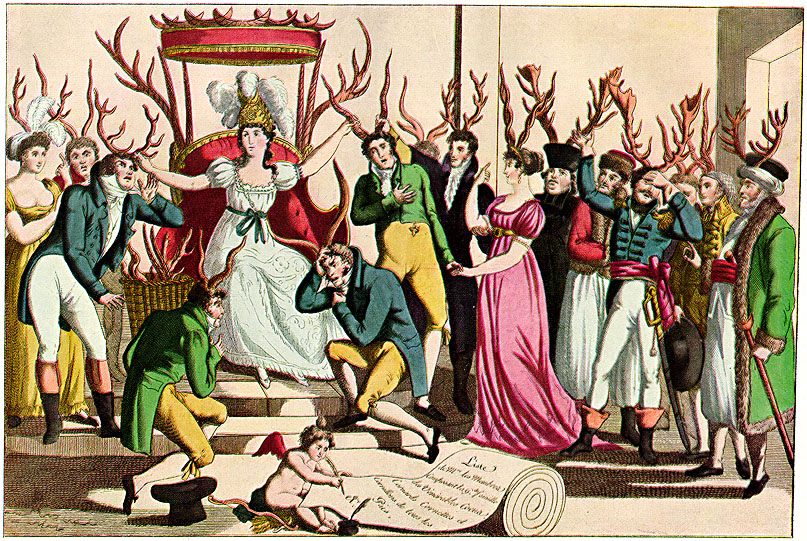
La fête de l'Ordre des Cocus devant le trône de Sa Majesté, Infidélité.
La celebración de la Orden de Cornudos ante el trono de su majestad, la Infidelidad: una satírica impresión francesa, cerca de 1815. La caricatura hace alusión a la metáfora sobre que el marido cuya esposa es infiel tiene cuernos en la cabeza.

### En el folclore
En algunos países de América Latina y en algunas zonas de Europa se usa regularmente la palabra cornudo o la expresión «poner los cuernos», así como los nombres de animales con cuernos o astas (como el buey [en México: güey], el cabrón, el venado, etc.) para referirse al marido (o a cualquier persona) cuya esposa (o pareja) le ha sido infiel. Sin embargo, este término no solo hace referencia al amante engañado como una muestra de desprecio social, sino también a la parafilia en la que el «cornudo» se excita e incluso consigue a los amantes para las escenas de triolismo. Del mismo modo, un gesto asociado es la mano cornuda (símbolo de los cuernos o similares) que en algunos países como Argentina, Brasil, Colombia, Cuba, Francia, Grecia, Italia, Portugal, España, y Uruguay es usada como un insulto hacia el marido engañado (o supuestamente engañado).

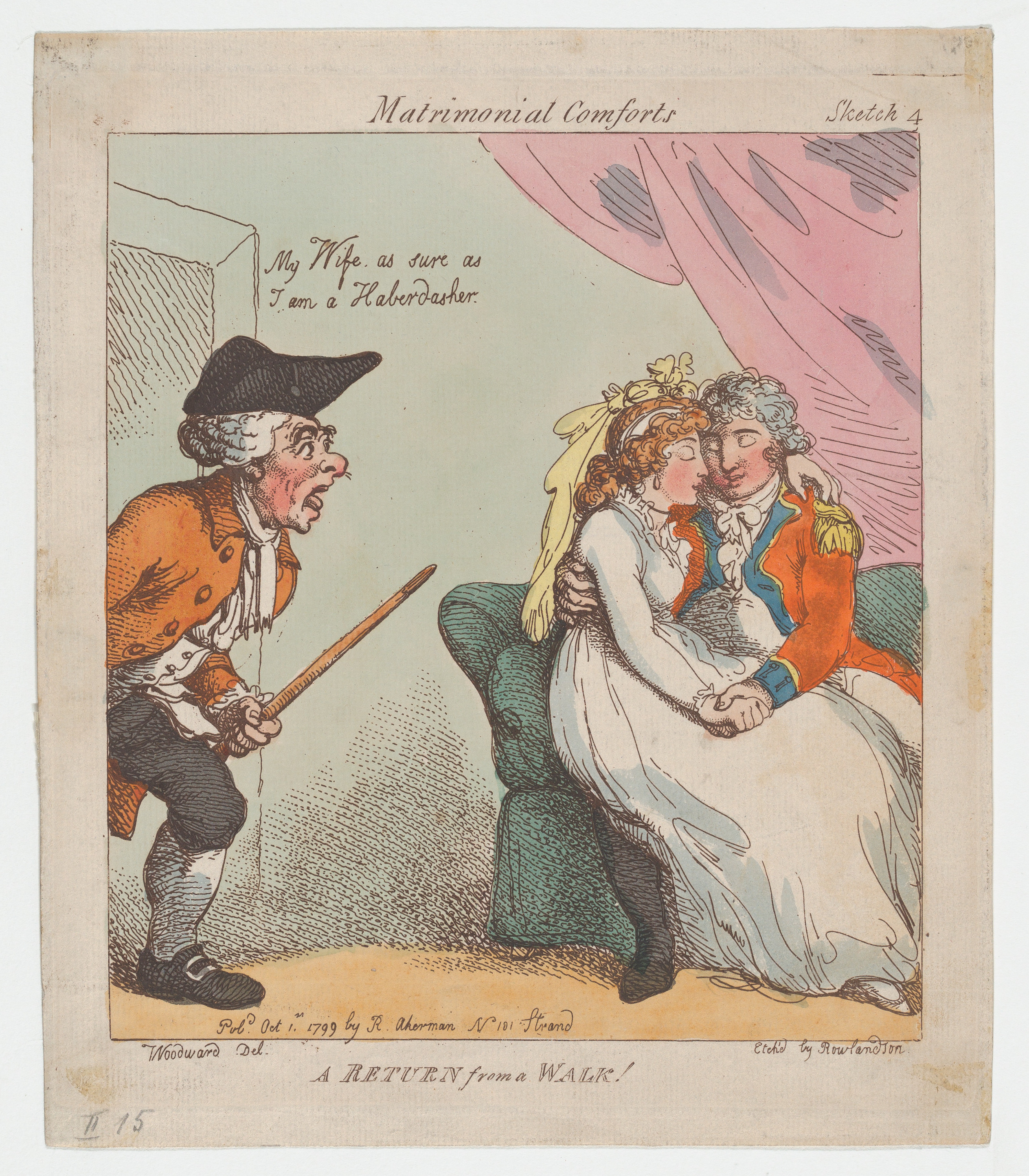
A Return from a Walk, caricatura en la que se representa una situación de infidelidad. Creada por Thomas Rowlandson y George Moutard Woodward, 1799.

El origen de esta asociación es incierto, aunque es probable que se trate de una alusión a los hábitos de apareamiento de los ciervos que pierden la oportunidad de aparearse con una hembra en celo cuando son derrotados por otro macho, al luchar trenzando sus astas.
En francés, el término es ‘porter des cornes’ que es una mofa o un insulto. Fue usado por Molière para describir a alguien a quien su ‘concerté’ le fue infiel en su obra La escuela de las mujeres, historia de un hombre que se burla de los cornudos y se convierte en uno al final. Para Molière existen tres tipos de «cornudos»:
- El «complaciente», quien se alegra de la situación y la presume.
- El «protestatario», quien se queja abiertamente de su desgracia.
- El «juicioso», quien toma el asunto con calma.

Paralelamente, el término francés para referirse al «cornudo» es ‘cocu’, mientras que en inglés es ‘cuckold’; ambas palabras hacen alusión al cuco (ave de la familia Cuculidae) cuyo hábito es dejar sus huevos en nidos de otros pájaros. Este uso es pues paradójico en tanto es el cuco el que deja los huevos en otros nidos, y no el ave que termina involuntariamente empollando los huevos de este.
En China, se usa la expresión «llevar un sombrero verde» (en chino simplificado, 戴绿帽子; pinyin, dài lǜ mào zǐ) en un sentido similar (y con una connotación humillante, especialmente para los hombres). En la cultura tradicional china, los sombreros verdes se asociaban con la promiscuidad y la infidelidad. Hay varias teorías sobre los orígenes de esta asociación, incluyendo historias sobre esposas infieles a las que se obligaba a llevar sombreros verdes como forma de humillación pública, o se obligaba a los familiares de las prostitutas a usarlos, o historias tradicionales sobre un comerciante a quien su esposa le fue infiel.
En la cultura popular, es común que algunas personas recurran a prácticas mágicas con el propósito de establecer vínculos afectivos, tales como aquellos amarres de amor destinados a prevenir la infidelidad o a fortalecer la relación monógama dentro de la pareja.

## La infidelidad en las artes

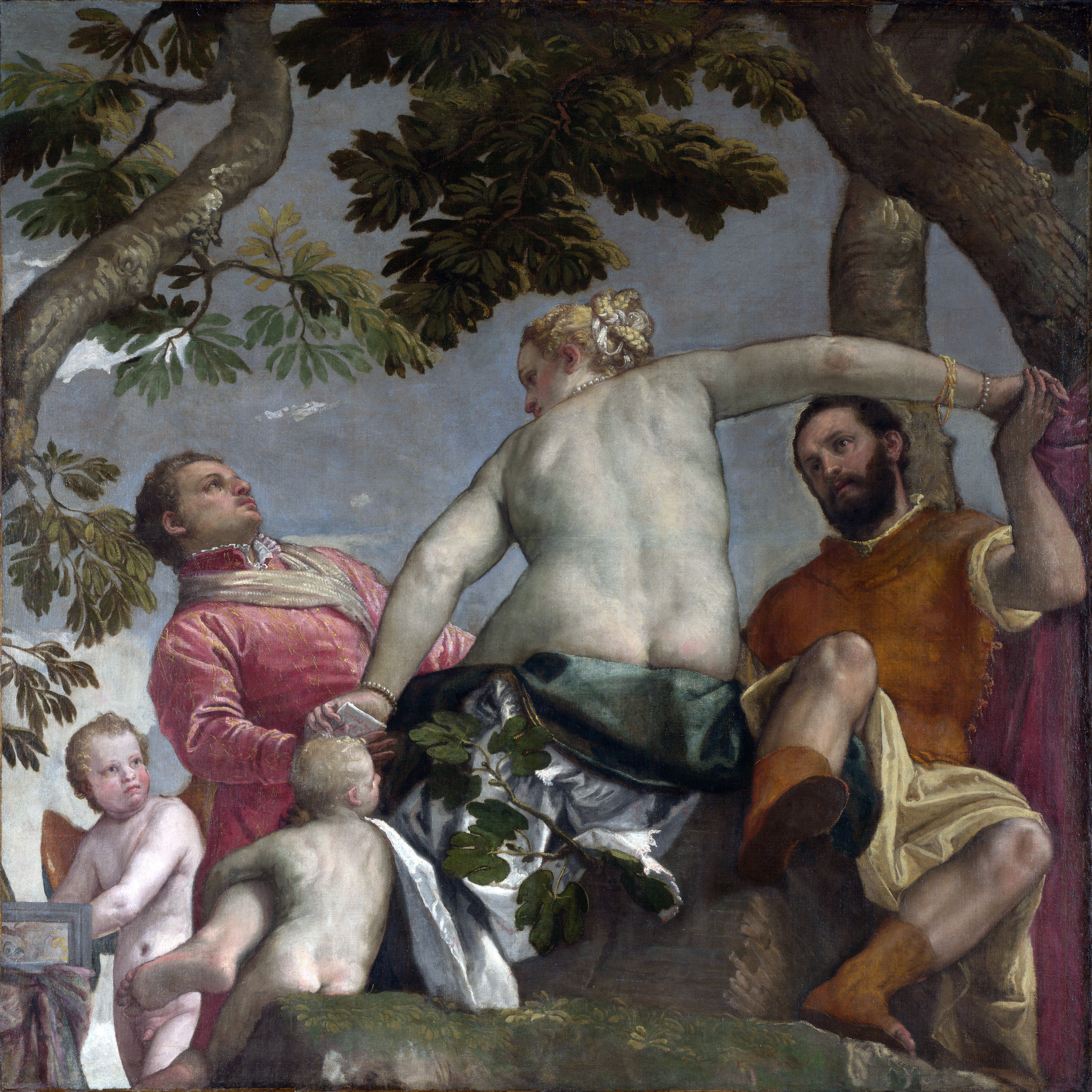
Infedeltà: óleo sobre lienzo de Paolo Veronese, entre 1575 y 1580.

El fenómeno de la infidelidad ha sido retomado por diversos artistas para sus obras. Tal es el caso del pintor italiano Paolo Veronese, creador de un lienzo llamado: «La infidelidad», parte de una serie de pinturas conocida como Alegorías del amor; o el del dramaturgo español Federico García Lorca en su romance «La casada infiel», sobre un encuentro ocasional y erótico de un gitano con una mujer que creía doncella, pero resultó estar casada. Además, la víctima de adulterio es un personaje recurrente en el teatro de vodevil, por ejemplo en la obra Sganarelle ou le Cocu imaginaire (Sganarelle o El cornudo imaginario) de Molière o en Le Cocu magnifique (El magnífico cornudo) de Fernand Crommelynck. Igualmente el dramaturgo William Shakespeare refiere en sus obras a varios personajes cornudos. El tema del adulterio en particular ha sido usado en una gran variedad de obras literarias, tales como Ana Karenina de León Tolstói, Madame Bovary de Gustave Flaubert o La regenta de Leopoldo Alas «Clarín». 
Este tema también es recurrente en la industria cinematográfica, como son las películas: La comezón del séptimo año (dir. Billy Wilder, 1955, comedia), An Affair to Remember (dir. Leo McCarey, 1957, comedia romántica), Los puentes de Madison (dir. Clint Eastwood, 1995, romance), Unfaithful (dir. Adrian Lyne, 2002, drama), Closer (dir. Mike Nichols, 2004, drama), Brokeback Mountain (dir. Ang Lee, 2005, drama), Chloe (dir. Atom Egoyan, 2009, suspenso) o Gone Girl (dir. David Fincher, 2014, drama), entre muchas otras. 
También es frecuente en la industria musical, por ejemplo la canción «Le Cocu» («El cornudo») del cantautor francés Georges Brassens o la canción «Me and Mrs. Jones» («Yo y la Sra. Jones») de Billy Paul, entre varias más. En la música en castellano ejemplos incluyen «El santo cachón» de Los Embajadores Vallenatos, «El venao» de Los Cantantes, «Cruz de navajas» de Mecano, o «Decisiones» de Rubén Blades, entre muchas otras.